# Измайлов, Лион Моисеевич
Лио́н Моисе́евич Изма́йлов (настоящая фамилия — По́ляк; род. 5 мая 1940, Москва) — советский и российский писатель-сатирик, артист эстрады, сценарист и поэт-песенник, телеведущий, инженер-конструктор.

## Биография
Родился в Москве 5 мая 1940 года в семье инженера-строителя Моисея Ароновича Поляка (1909—1943) и служащей Поли Моисеевны Поляк (1914—1982). 
В возрасте трёх лет лишился отца, который погиб на войне (заместитель командира батареи 213-го пушечно-артиллерийского полка лейтенант М. А. Поляк пропал без вести в апреле 1943 года), и воспитание легло на плечи матери.
В 1960 году будущий писатель окончил авиационный техникум и после двух лет работы на одном из предприятий поступил в Московский авиационный институт, который закончил в 1967 году, получив специальность «инженер-конструктор». Во время учёбы начал заниматься самодеятельностью, там и был придуман псевдоним Измаи́лов (что значило «из МАИ», затем буква «и» заменилась на «й»).
Публиковаться начал в 1969 году в «Литературной газете», с тех пор является постоянным автором рубрики «Клуб 12 стульев». В 1970 году стал профессиональным писателем. В 1973—1975 годах обучался профессии сценариста (ВКСР, мастерская Г. Данелия). В 1979 году начал самостоятельно выступать на эстраде как юморист. Член Союза писателей СССР (1979). Был ведущим ряда популярных телепередач.
Писал также рассказы для детей и юношества, четыре из которых вошли в киножурнал «Ералаш».
Его монологи исполняют такие артисты, как Геннадий Хазанов, Евгений Петросян, Ян Арлазоров, Светлана Рожкова, Ефим Шифрин, Владимир Винокур, Лев Лещенко и многие другие.
В 1973, 1977 и 1979 годах был трижды удостоен премии «Золотой телёнок» «Литературной газеты» («Клуба 12 стульев»).
На стихи написано несколько песен певцом и композитором Александром Добронравовым «В чём причина?», «На тебя я гляжу», «А мне так жалко лето» и «Перестань мне сниться».

## Личная жизнь
Женат. Супруга — Елена Петровна Сорокина (род. 1951).
В 1982 году был крещён отцом Александром Менем.
Живёт и работает в Москве, рядом с Сокольниками.

## Телевидение
- «Вокруг смеха» — автор монологов, которые исполняли либо актёры (например, «Беспокойный старичок» в исполнении Геннадия Хазанова), либо он сам («Куда спешим» (1979), «Сейчас-то я хорошо выгляжу» (1981) «Телевидение» и «Пародия на „Вокруг смеха“» (1984), «Искусственный дефицит» (1986) и др.).
- «Шут с нами» — юмористическая передача, в разных выпусках которой принимали участие Михаил Задорнов, Михаил Муромов, Евгений Петросян, Вадим Дабужский, Аркадий Арканов, Леонид Сергеев, Андрей Кнышев, Сергей Шустицкий и другие.
- «Шоу-досье» — ток-шоу, в разных выпусках которого принимали участие Леонид Филатов (1992[7]), Александр Градский[8], Галина Волчек (1993[9]),Лариса Рубальская (1993[10]), группа «Машина времени» (1993[11]), Евгения Симонова, Клара Новикова, Екатерина Семёнова (1994[12]), Бари Алибасов и группа «На-На» (1994[13]), Валерий Сюткин (1995[14]), Евгений Петросян (1995[15]), Сергей Пенкин (1995[16]), Ирина Отиева, Алёна Апина, Валентина Готовцева (1996[17]), Людмила Гурченко (1997[18]) и другие.
- «Измайловский парк»
- «Место встречи»
- «Смешные люди»

## Сценарии для киножурнала «Ералаш»
- «Ну, почему мы так говорим???» (1974) (выпуск № 1)
- «Как сейчас помню...» (1975) (выпуск № 5)
- «Ябеды» (1984)
- «Маленькая дневная серенада» (1984)